# Zajeziorze (gmina Skępe)
Zajeziorze – wieś w Polsce położona w województwie kujawsko-pomorskim, w powiecie lipnowskim, w gminie Skępe. 
| SIMC    | Nazwa  | Rodzaj    |
| ------- | ------ | --------- |
| 0869519 | Kujawy | część wsi |

W latach 1975–1998 miejscowość administracyjnie należała do województwa włocławskiego.

## Urodzeni w Zajeziorzu
- Jan Kujawski – polski nauczyciel, działacz społeczny i oświatowy, kierownik szkoły powszechnej w Zaborowie[7].